# Padre Bento
Bento Dias Pacheco (Itu, 17 de setembro de 1819 - 6 de março de 1911), mais conhecido por Padre Bento, foi um padre ituano, conhecido por sua dedicação aos portadores de hanseníase (lepra).

## Biografia
Bento Dias Pacheco nasceu na Fazenda da Ponte, situada na comarca de Itu, em 1819. Filho de Inácio Dias Ferraz e de dona Ana Antônia Camargo, provinha de família abastada daquela região.
Por conta da abundância de recursos financeiros, a família incentivava-o aos estudos, objetivando se tornasse doutor. Bento Dias Pacheco, entretanto, optou pelo sacerdócio, ordenando-se padre em 1840. Iniciou seu ministério na própria comarca ituana, mas pouco permaneceu em atividades paroquianas, na medida em que, em razão do falecimento de seu pai, passou a auxiliar na condução da fazenda familiar, agora sob os cuidados de sua mãe. Ainda assim, padre Bento começou a se notabilizar na região em face dos cuidados que dispensava aos seus escravos, situação que lhe robusteceu o sentimento de amor cristão ao próximo.
A sua maneira de tratar os escravos da região despertou a atenção das autoridades da comarca, que lhe convidaram para assumir o cargo de capelão do Hospital dos Lázaros. O convite foi formulado duas vezes, e por duas vezes padre Bento recusou a distinção, por conta do medo e do preconceito que vigiam à época em relação aos portadores da lepra.
Contudo, em 1869, padre Bento decidiu se dedicar integralmente aos portadores do mal de Hansen, operando uma transformação profunda em sua vida. Vendeu todos os seus bens e distribuiu o dinheiro obtido aos pobres da região. Despediu-se de parentes e amigos, e passou a morar na Chácara da Piedade, local em que eram segregados os portadores da hanseníase, vítimas tanto da gravidade da moléstia quanto do radical preconceito e repulsa da sociedade.

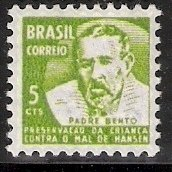
Em selo postal de 1968

Por quarenta e dois anos padre Bento dedicou-se a cuidar desses doentes dia e noite, amparando-os material e espiritualmente, sem que desenvolvesse a terrível moléstia. Segundo o historiador Francisco Nardy Filho, "durante 42 anos, aqueles pobres parias tiveram nele pai, o amigo, o médico que cuidava de suas feridas, o Cireneu que os ajudava a carregar a pesada cruz de sua temida doença. Indiferente ao cansaço, ao perigo de contágio, procurava acender, em cada coração sofredor, a lâmpada da esperança num mundo melhor, sem as vicissitudes deste vale de lágrimas".
O trabalho incessante de padre Bento em prol desses necessitados perdurou, sem interrupções, até o seu falecimento, em 6 de março de 1911, na mesma chácara em que morou por quarenta e dois anos. Seu corpo foi sepultado na Igreja do Senhor do Horto e São Lázaro, no bairro que hoje leva o seu nome.
A fama de seu trabalho realizado em prol da caridade espalhou-se, sendo que seu túmulo passou a ser visitado por inúmeros fiéis, que lhe reconheciam graças e favores alcançados em seu nome. Por conta disso, em março de 2003 a Cúria Diocesana de Jundiaí instalou o Tribunal Eclesiástico Diocesano para a Causa de Beatificação e Canonização de Padre Bento Dias Pacheco, cujo processo tramita atualmente na Congregação para as Causas dos Santos, no Vaticano. Dom Vicente Costa, Bispo diocesano de Jundiaí, nomeou como novo postulador, para o processo, o Dr. Waldery Hilgeman.
Em Guarulhos existe um centro de controle de hanseníase que leva o nome Sanatório Padre Bento.